# ブルースカイ (ナイトクラブ)
ブルースカイは、かつて神奈川県横浜市中区山下町にあったナイトクラブ。1950年代から1960年代にかけて、ナイトアンドデイ、クリフサイドと並んで横浜を代表する大規模なナイトクラブであった。
スマイリー小原のバンドなどが出演していた。
当時の横浜は、在日米軍の施設が多かったことから、ジャズ文化が根付いており、若者たちはブルースカイをはじめとするナイトクラブで踊ることが多かったという。
1959年8月31日には、美空ひばりの弟である小野透（後のかとう哲也）の後援会発会式の席で、出席していた田岡一雄に絡んだブルースカイ事件が起きた。